# Ulmeni (Maramureș)
Ulmeni  è una città della Romania di 7 392 abitanti, ubicata nel distretto di Maramureș, nella regione storica della Transilvania. 
Fanno parte dell'area amministrativa anche le località di Arduzel, Chelința, Mânău, Someș-Uileac, Tohat, Țicău e Vicea.